# Ярославская улица (Санкт-Петербург)

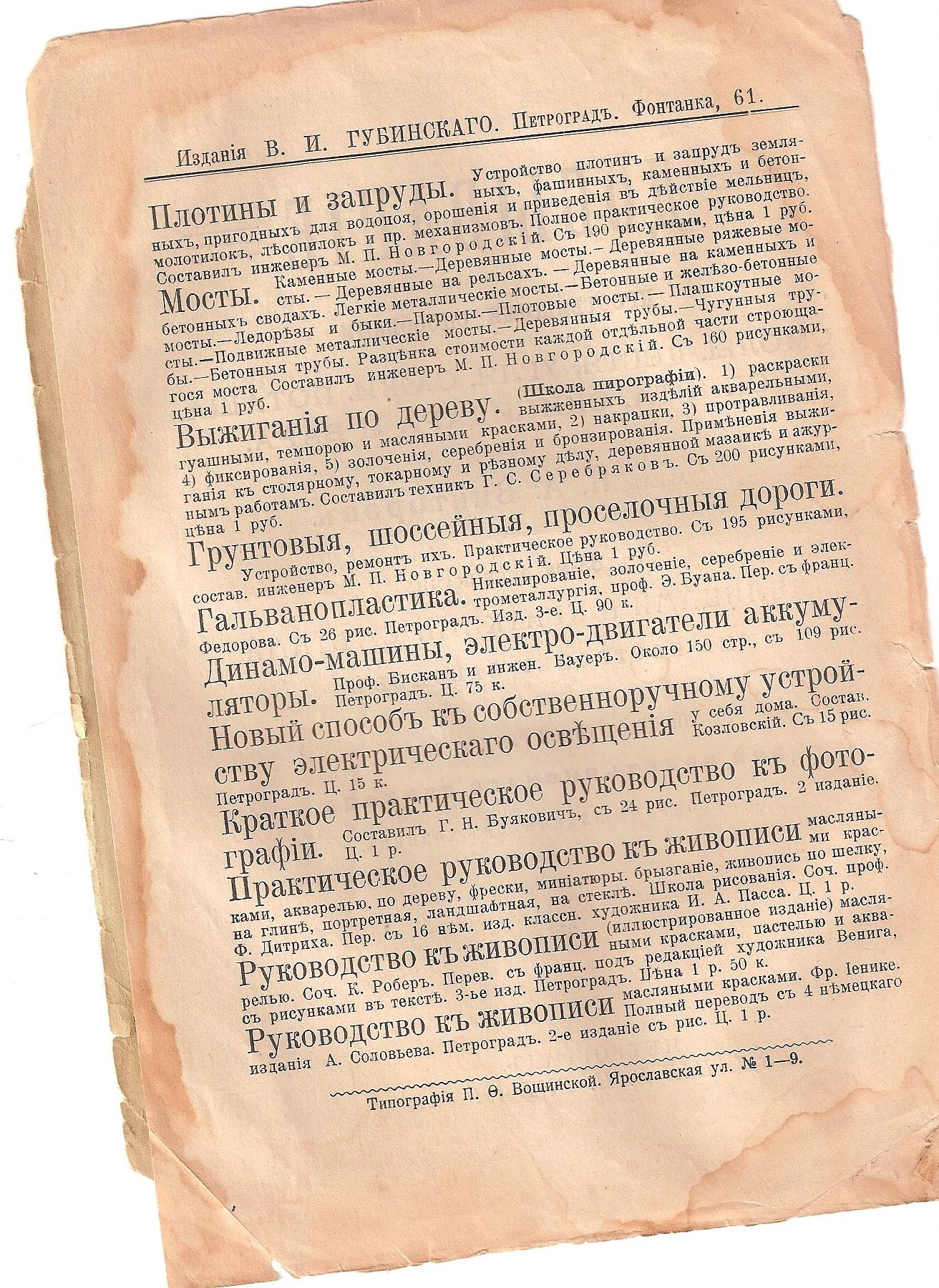
Страница журнала 1915 года

Яросла́вская у́лица — улица в Центральном районе Санкт-Петербурга. Проходит от Сухопутного переулка до улицы Бонч-Бруевича и Лафонской улицы.

## История
- Первоначально — Песочная улица (с 1830-х по 1849 год). Проходила от Шпалерной улицы до Дегтярного переулка, включая современную Лафонскую улицу. Название связано с песчаным характером местности.
- До 1858 года — Песочный переулок.
- С 14 июля 1859 года — современное название. Названа по городу Ярославль в ряду улиц Рождественской части, наименованных по губернским городам Центральной России. Нумерация домов изменена в противоположном направлении.
- В 1883 году в доме № 4 был создан приют для вдов и сирот под патронажем Комитета призрения заслуженных гражданских чиновников, там же находилась канцелярия Комитета; после Октябрьского переворота Комитет был распущен большевиками[2].
- Некоторое время в домах № 1—9 находилась типография (на 1915 г. — Типография П. Ф. Вощинской)
- Участок от Кирочной улицы до Сухопутного переулка закрыт в 1961 году. Участок от Дегтярного переулка до Кирочной улицы как проезд без названия существует и поныне.

## Дома

### Чётная сторона
- 2 — Николаевский военно-сухопутный госпиталь
- 4 — Северо-Западное управление УВД на транспорте

### Нечётная сторона
- 15 — Центр внешкольной работы Центрального района